# 174-я стрелковая дивизия (1-го формирования)
174-я стрелковая дивизия — формирование (соединение, стрелковая дивизия) РККА Вооружённых сил СССР, сформированное на территории Уральского военного округа (УрВО) в 1940 году. 
Сокращённое действительное наименование, применяемое в документах — 174 сд. В составе действующей армии и флота (ДАФ) ВС Союза ССР — с 29 июня 1941 года по 17 марта 1942 года. 17 марта 1942 года за мужество и героизм личного состава, проявленные в боях против немецко-фашистских захватчиков, стрелковому соединению присвоено почётное звание «Гвардейская», с получением нового войскового № она преобразована в 20-ю гвардейскую стрелковую дивизию (20 гв.сд).

## История
Сформирована на базе запасной стрелковой бригады в Уральском военном округе (УрВО), город Челябинск, в июле — августе 1940 года, как 174-я стрелковая дивизия.
В июне 1941 года в УрВО с непосредственным подчинением Ставке ВГК была развёрнута 22-я армия (22 А). По директиве Генерального штаба РККА 22 А в составе управления и двух стрелковых корпусов 51-го, 62-го (шести стрелковых дивизий 51 ск: 98-я, 112-я, 153-я и 62 ск: 170-я, 174-я, 186-я) передислоцировалась с УрВо на оборонительный рубеж Идрица — Себеж — Краслава — Дрисса — Полоцк — Витебск, то есть в укреплённые районы Себежский и Полоцкий.
Впервые в бой дивизия вступила 27 июня 1941 года в районе Полоцка в составе 22 А, находившейся в подчинении СВГК (Второй стратегический эшелон), на рубеже обороны Дисна — Улла и Полоцкого укреплённого района. Встретив упорное сопротивление частей и соединений РККА, немецкое командование отказались от прямых боевых столкновений и стали обходить город Полоцк с юга (через Уллу на Витебск) и с севера (через Дисну на Невель), при этом образовался так называемый «Полоцкий выступ» обороны, формирования размещённые в нём долгое время сковывали 8 немецких дивизий ВС Третьего рейха и угрожали тылам наступающих на восток частям и соединениям сухопутных войск ВС Германии. 2 июля 174 сд передана Западному фронту. 7 июля войска оккупантов вошли в боевое соприкосновение с войсками 22-й армии во всей её полосе обороны.

24-25 июня 1941 года дивизия была переброшена под Полоцк. В обороне Полоцкого района дивизия уничтожила тысячи солдат и офицеров противника, сотни автомашин, десятки танков и другого вооружения. Попав в районе г. Полоцка в окружение, 174-я стрелковая дивизия (командир дивизии, генерал-майор Зыгин Алексей Иванович) с боем 21.07.1941 года вышла из окружения.— «Журнал боевых действий» 174-й стрелковой дивизии (ЦАМО России, фонд 20 гв.сд, опись 1, дело 6)
Затем вела ожесточённые оборонительные бои у городов Великие Луки и Андреаполь, где во взаимодействии с другими соединениями армии остановила наступление немецких войск. В октябре была переброшена в район Ржева и в составе войск Западного, затем Калининского фронта участвовала в Калининской оборонительной операции 1941 года. В ходе контрнаступления под Москвой и последующего общего наступления советских войск на западном направлении зимой 1941/42 годов вела боевые действия в составе 29-й, затем 30-й армии Калининского фронта. «За проявленные личным составом формирования в боях с немецко-фашистскими захватчиками отвагу, стойкость и героизм» была награждена почётным званием «Гвардейская» и преобразована в 20-ю гвардейскую стрелковую дивизию (17 марта 1942 года).

## Состав
- управление;
- 494-й стрелковый полк (494 сп);
- 508-й стрелковый полк (508 сп);
- 628-й стрелковый полк (628 сп) (майор П. С. Галайко);
- 598-й лёгкий артиллерийский полк (598 лап);
- 730-й гаубичный артиллерийский полк, до 12 сентября 1941 года, (730 гап);
- 179-й отдельный истребительно-противотанковый дивизион (179 оиптдн);
- 453-й отдельный зенитный артиллерийский дивизион (453 озадн);
- 197-я отдельная разведывательная рота — изначально 197-й отдельный разведывательный батальон (майор П. С. Галайко);
- 178-й отдельный сапёрный батальон (178 осапб);
- 331-й отдельный батальон связи (331 обс);
- 162-й медико-санитарный батальон (162 медсанб);
- 166-я отдельная рота химической защиты (166 орхз);
- 196-я автотранспортная рота (196 авттр);
- 181-й дивизионный ветеринарный лазарет (181 двл);
- 175-я полевая хлебопекарня (175 пхп);
- 301-я полевая почтовая станция (301 ППС (ппс));
- 137-я полевая касса Госбанка (137 ПКГБ (пкгб));

Периоды вхождения в состав Действующей армии: 29.6.1941 года — 17.3.1942 года

## В составе
на 01.06.1941 г. — УрВО — Группа армий — 22 А — 62-й стрелковый корпус (62 ск)

на 01.07.1941 г. — Резерв ставки ВГК — Группа армий — 22 А — 62-й стрелковый корпус (62 ск)

на 07.07.1941 г. — Западный фронт — 22 А — 62 ск

на 01.08.1941 г. — Западный фронт — 22 А — 62 ск

на 01.09.1941 г. — Западный фронт — 22 А — 62 ск

на 01.10.1941 г. — Западный фронт — 22 А

на 01.11.1941 г. — Калининский фронт — 29 А

на 01.12.1941 г. — Калининский фронт — 29 А

на 01.01.1942 г. — Калининский фронт — 29 А

на 01.02.1942 г. — Калининский фронт — 30 А

на 01.03.1942 г. — Калининский фронт — 30 А

## Командование
Дивизией командовали (период):
- А. И. Зыгин (16.07.1940 — 02.09.1941), комбриг, с 07.08.41 г. генерал-майор;
- П. Ф. Ильиных (03.09.1941 — 13.11.1941), полковник;
- П. П. Мирошниченко (14.11.1941 — 18.12.1941), полковник;
- С. Я. Сенчилло (20.12.1941 — 08.02.1942), полковник;
- А. А. Куценко (09.02.1942 — 17.03.1942), полковник;

## Память

Мемориал, посвящённый бойцам 508-го стрелкового полка 174-й дивизии, защищавшей позиции Полоцкого УРа в июле 1941 года в районе деревни Гомель.

- Мемориал, посвящённый военнослужащим 508 сп 174 сд, защищавшей позиции Полоцкого УРа, в июле 1941 года, в районе деревни Гомель.
- Памятный знак размещён на здании общеобразовательной средней школы № 3, город Челябинск.
- Мемориальная доска в городе Челябинск, улица Захаренко, дом № 13. Надпись:

«ГЕРОЯМ 20-й ГВАРДЕЙСКОЙ КРИВОРОЖСКОЙ СТРЕЛКОВОЙ ДИВИЗИИ: ГУРЕНКО К. И., 1909—1945; КУЗНЕЦОВ Г. С., 1924—1981; ГУСЕВ А. И., 1920—1942; ОЛЕЙНЮК К. К., 1916—1944; КАРПОВ И. П., 1913—1944; ПЕРВУХИН А. Г., 1919—1944; КОРНЕЙКО В. Х., 1924—1944»
.